# 昭光通商
昭光通商株式会社（しょうこうつうしょう、Shoko Co., LTD.）は、東京都港区に本社を置く商社である。化学品、樹脂、金属・セラミックスなど多く展開している。

## 沿革
- 1947年 - 東京都中央区西八丁堀に光興業株式会社として設立。
- 1962年 - 東京証券取引所2部上場。
- 1976年 - 昭栄興業株式会社と合併。
- 1981年 - 東京証券取引所1部指定替え。
- 1982年 - 現社名に変更。本社を港区西新橋に移転。
- 1987年 - 昭興株式会社と合併。
- 2000年
  - 4月 - 協同軽金属株式会社と合併しアルミニウム事業の一層の拡大とより効率的な体制を構築。
  - 7月 - 本社を港区芝公園（昭和電工別館ビル）に移転。
- 2005年05月 - 昭和アルミビューテック株式会社よりポール事業を譲受。
- 2006年06月 本社を港区芝公園（芝パークビル）に移転。
- 2007年11月- 保険代理店事業を昭光通商保険サービス株式会社として分社化。
- 2008年1月 - 肥料事業を昭光通商アグリ株式会社として分社化、当社の合成樹脂製品事業と子会社株式会社ケミコジャパンの事業を併せて合成樹脂製品の販売業を昭光プラスチック製品株式会社として分社化。
- 2009年
  - 7月 - 昭光ハイポリマー株式会社の株式を昭和高分子株式会社より取得し子会社化。
  - 9月 - 科学システム部門のShodexを除く理化学関連事業を、昭光サイエンティフィック株式会社として分社化。
  - 10月- 科学システム部門の安定同位体事業を、SIサイエンス株式会社として分社化。
- 2012年9月 - 日東工事株式会社を完全子会社化（2020年12月清算結了）。
- 2013年2月 - 昭和電工アルミ販売株式会社の株式の65%を親会社の昭和電工株式会社より取得し子会社化。
- 2016年10月 - 科学システム事業を会社分割し、昭光サイエンティフィック株式会社に承継。同社はSIサイエンス株式会社を吸収合併し、昭光サイエンス株式会社に商号変更。
- 2021年
  - 4月16日 - 丸紅系の独立投資ファンド、アイ・シグマ・キャピタル傘下のSKTホールディングス株式会社が株式公開買付け(TOB)を実施。これに昭和電工が応じ、保有する株式43.78％のうち28.89％を売却[1]。SKTホールディングス株式会社が議決権所有割合ベースで55.49%の株式を取得し親会社となる[2]。
  - 7月21日 - 東京証券取引所1部上場廃止。
  - 7月27日 - 株式併合により、株主がSKTホールディングスと昭和電工のみとなる[3][4]。
- 2022年06月 - 本社を現在地に移転。
- 2023年
  - 1月 - 子会社 株式会社エヌケイグローバルを吸収合併。
  - 2月 - 子会社 昭光通商アグリ株式会社と昭和培土株式会社の所有する全株式を新ケミカル商事株式会社に譲渡。
- 2025年
  - 1月 - 子会社 昭光ハイポリマー株式会社が、子会社 高分子商事株式会社を吸収合併。
  - 6月 - 子会社 昭光通商保険サービス株式会社の保険代理店事業を、三井物産インシュアランス株式会社に譲渡。

## 関連会社
- 昭光ハイポリマー株式会社
- 昭光サイエンス株式会社
- 株式会社SDAT
- 昭亜株式会社
- Shoko (Thailand) Co., Ltd.
- 韓国昭光通商株式会社
- 台湾昭光貿易股份有限公司